# Heinrich Sohnrey

Heinrich Sohnrey vor 1912

Heinrich Sohnrey (* 19. Juni 1859 in Jühnde; † 26. Januar 1948 in Neuhaus im Solling) war Lehrer, Volksschriftsteller und Publizist. Er kam über die Völkische Bewegung zum Nationalsozialismus.

## Leben
Heinrich Sohnrey wurde als uneheliches Kind von Freiherr Oskar Grote und Rosine Luise Sohnrey geboren. Nach der Schule ging er, unterstützt von seiner Großmutter väterlicherseits, 1873 nach Hannover, wo er zum Lehrer ausgebildet wurde. Seine erste Stelle trat er 1879 in Nienhagen auf der Weper an, einem heute zu Moringen gehörenden Stadtteil. Hier begann er sich für Volks- und Heimatkunde zu interessieren. Der Region blieb er sein Leben lang verbunden, so dass er bis heute als Solling-Dichter bekannt ist. Sohnrey heiratete hier seine frühere Schülerin Luise Schoppe.
Ab 1885 studierte er für kurze Zeit in Göttingen Sprachwissenschaften, Literatur, Geschichte und Botanik; zwei Semester lang war er auch in Berlin eingeschrieben.
Von 1886 bis 1889 war er Lehrer in Möllensen am Hildesheimer Wald. Im Jahre 1889 wurde er Redakteur in Northeim, später in Hildesheim, wo er den Hildesheimer Sonntagsboten gründete, 1890 in Freiburg im Breisgau und schließlich in Berlin, wohin er im Jahre 1894 gemeinsam mit seiner Frau, seinen fünf Kindern und seiner Mutter umgesiedelt war. Hier war er im Jahre 1901 maßgeblich am Aufbau der Wandervogel-Bewegung beteiligt; zeitweise übernahm er auch den Vorsitz von Der Wandervogel – eingetragener Verein zu Steglitz. 1904 gründete er in Berlin den Verlag Deutsche Landbuchhandlung, in dem seine Bücher und Schriften ab jetzt erschienen. Nach dem I. Weltkrieg wurde sein Sohn Walter († 5. Januar 1938) Geschäftsführer des Verlags.

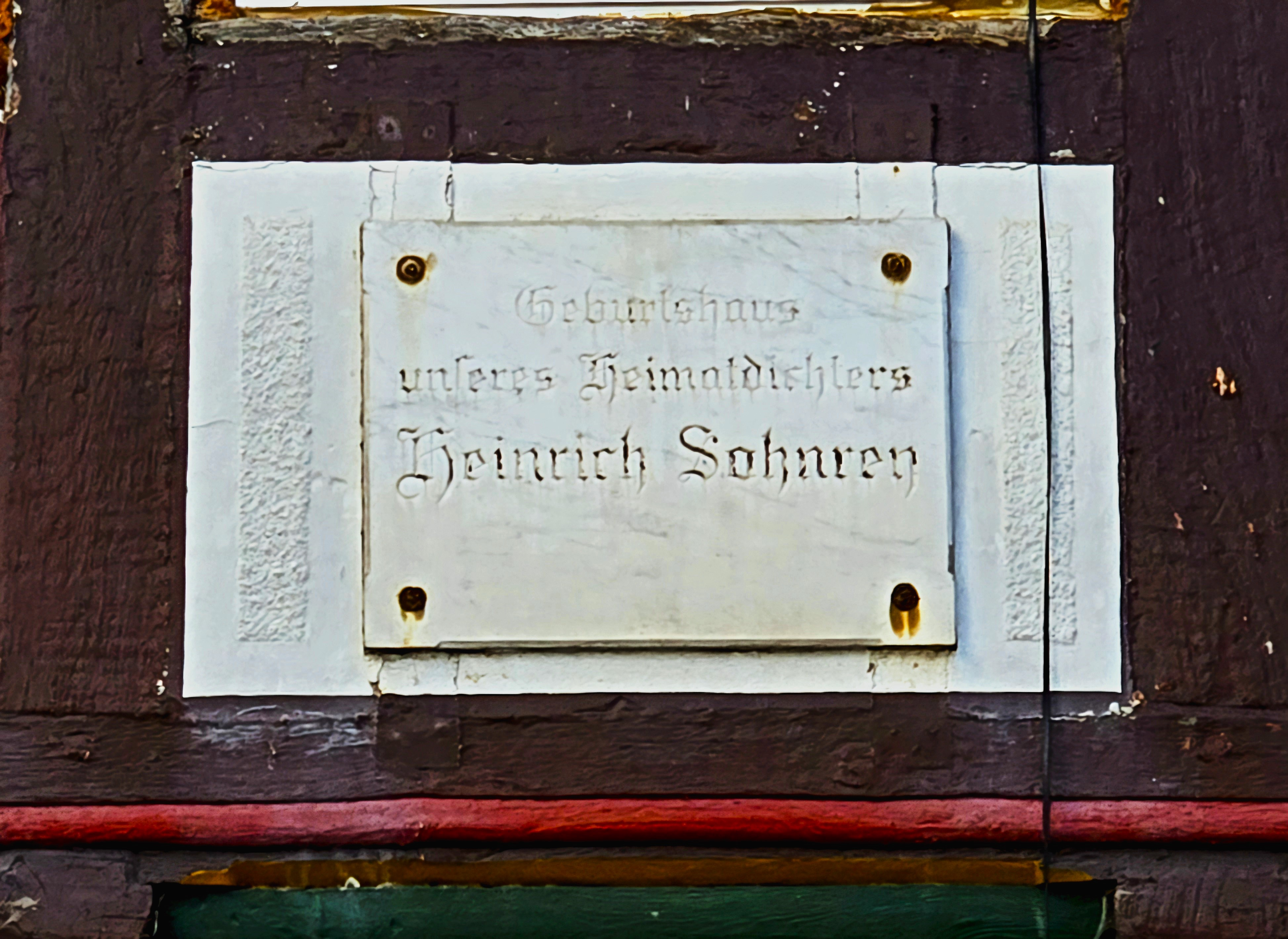
Gedenktafel am Geburtshaus Heinrich Sohnrey in der Beekestraße zu Jühnde im Landkreis Göttingen

Sohnreys volkstümliche Schriften gehören zur Heimatkunst und vertreten die Ideologie der Völkischen Bewegung und die Tendenzen des deutschtümelnden Nationalismus, der das Wilhelminische Zeitalter bestimmte. Später unterstützte Sohnrey die Blut-und-Boden-Ideologie der Nationalsozialisten; auch vielen seiner Romane und Erzählungen liegen zentrale Aspekte der NS-Ideologie zugrunde. Die von Sohnrey gegründeten Zeitschriften (zum Beispiel Die Dorfkirche, Archiv für innere Kolonisation [1909–1933, ab 1934 Neues Bauerntum]) erfuhren in der Zeit des Nationalsozialismus ab 1933 nachdrückliche Förderungen des Reichsnährstands; auch das Reichsministerium für Ernährung und Landwirtschaft und das Reichsamt für Agrarpolitik unterstützten seine Bestrebungen zur Stärkung des ländlichen Raumes und bäuerlicher Strukturen. Das Stabshauptamt des Reichskommissars für die Festigung Deutschen Volkstums gab eine Schrift in Sohnreys Verlag heraus; zahlreiche weitere Akteure der NS-Raumordnung publizierten in der Deutschen Landbuchhandlung: Konrad Meyer, Heinrich Wiepking-Jürgensmann, Georg Blohm, Herbert Morgen, Wilhelm Zoch u. a.
Im Oktober 1933 gehörte Sohnrey zu den 88 Schriftstellern, die das Gelöbnis treuester Gefolgschaft für Adolf Hitler unterzeichneten. Obwohl er kein Mitglied der NSDAP war, zählte Sohnrey zu den erklärten Bewunderern Hitlers und der Politik der NSDAP, und im Kulturdienst der NS-Kulturgemeinde Berlin stand sogar zu lesen: „Heinrich Sohnrey war der einzige führende Kulturträger der Zeit vor dem 30. Januar [1933], den die [nationalsozialistische] Bewegung ohne jeden Vorbehalt ehren konnte.“
Über den großen Festakt anlässlich Sohnreys 75. Geburtstag 1934 in Jühnde berichtete die UFA ausführlich mit einem Kino-Beitrag der Wochenschau. 1939 zeichnete ihn Adolf Hitler mit dem „Adlerschild des Deutschen Reiches“ aus.
Sohnrey lebte bis 1943 in Berlin. Nachdem eines seiner beiden Häuser in Lichterfelde im März des Jahres von einer Bombe getroffen worden war, flüchtete er mit seiner Familie nach Neuhaus. Im August 1943 zerstörte ein Bombentreffer sein Verlagshaus in Berlin-Steglitz.
Heinrich Sohnrey starb 1948 in seiner Heimatregion, in Neuhaus im Solling, im Alter von 88 Jahren.

## Verhältnis zum Nationalsozialismus

### Bis 1945
Schon vor 1933 waren Sohnreys literarische Texte der Ideologie des Nationalsozialismus verpflichtet. In seiner Abschlussrede zum Nürnberger Reichsparteitag der NSDAP des Jahres 1933 referierte Adolf Hitler bei seiner Erläuterung des nationalsozialistischen Kunstbegriffes den Inhalt des 1932 erschienenen Sohnrey-Romans Wulf Alke mit den Worten:

„Denn was ist es wunderbares [sic], wenn ein 11jähriger Knabe in seinem Bauerndorf zu zeichnen und zu schnitzen beginnt und nicht mehr los kann von seiner ach so wenig praktischen Wert versprechenden Leidenschaft und endlich der Nation als großer Meister unsterbliche Werke schenkt.“

Kurz darauf warb der Verlag Deutsche Landbuchhandlung, dessen Besitzer Sohnrey war, mit einer Anzeige in der Zeitschrift Neues Bauerntum für diesen Roman, in der Wulf Alke gleichsam „als Vorherverkündigung des Führers Adolf Hitler“ bezeichnet wurde. Dieser Roman propagiert auch das Führerprinzip, wie es Adolf Hitlers Mein Kampf zugrunde lag. Einer der Protagonisten, ein Schäfer, schildert pars pro toto für die Landbevölkerung den Wunsch nach einem „scharfen Hund“, der „das ganze Deutsche Volk“ gegen seine „äußeren Feinde“ zu führen vermag:

„Warum kann nicht das ganze Deutsche Volk ein Sinn und eine Seele, ein Hirt und eine Herde sein? Ja freilich, da müßte man denn wohl schon einen um das deutsche Land schicken, der wie mein Sultan [der scharfe Schäferhund des Sprechers] die Herde zusammenreißt, zusammenbellt und zusammenhält. Denn das ist nun mal nicht anders: eine widerborstige Herde kann man nicht mit Langmütigkeit und lieblichen Worten zusammenbringen, sondern nur mit einem scharfen Hunde, sozusagen. Oh, ihr Leute, wann wird der scharfe Hund kommen dem Deutschen Volke? Nun, nun, vom Kern bis zum Baume ist es ein weiter Weg; aber es wird die Zeit schon reifen, ganz gewiß, da werdet ihr sehen, ganz Deutschland wird eines Sinnes sein und einen Herzschlag haben und eine einzige, einige Volksherde in seinen Grenzen sehen. Und dann wird seine unbändige innere Kraft und Rauflust sich nicht mehr gegen sich selbst, sondern allein gegen seine äußeren Feinde richten, die ihm seine Kraft und Einheit und seine Ruhe nicht gönnen wollen […]“

In Fußstapfen am Meer. Ein Grenzlandroman (zuerst gedruckt 1928) geht es u. a. um den „rassischen Verfall“ der Deutschen, der angeblich durch „polnische Agenten“ verursacht worden sei, was einen „geistig arg zurückgebliebenen“ Volksstamm hervorgebracht habe. Von den Bewohnern der fiktiven Ostsee-Insel, auf der Sohnreys Roman spielt, heißt es:
„Ursprünglich rein deutschen Blutes und evangelischen Glaubens, sind diese Leute […] durch starke kirchliche Einwirkungen, verderbliche Blutmischungen, wie zuletzt durch die nationalistischen Umtriebe der polnischen Agenten ganz aus dem Deutschtum herausgefallen.“
Der Roman lässt keinen Zweifel daran, dass der von „polnischen Agenten“ gesteuerte rassische Verfall der „Grenzland-Deutschen“ ein Ende haben muss: „deutsch ist deutsch, und was deutsch ist, muß deutsch bleiben; was deutsch war, muß es wieder werden“. Die „nationalistischen Treibereien der Polen“ haben die Inselbewohner entzweit:
„[Viele von ihnen werden] von Warschau oder Krakau fort und fort gestachelt und schon immer geschürt, Gift und Galle […] auf das Deutschtum überhaupt, von dem sie ihr ursprüngliches Volksdasein vergewaltigt glaubten [, zu sprühen]. Sie wollten in der deutschen Nation auf alle Fälle eine andere Nation bleiben, als solche auch die deutsche ganz gewiß noch einmal unterkriegen; sie warteten nur noch auf die große Macht und Gewalt, die von Osten hereinbrechen solle. Kurzum, die Osternäser müsse man schon als ein richtiges Unkraut ansehen, das der Teufel in den deutschen Weizen gesät hätte.“
Juden und Polen verhalten sich feindlich gegenüber dem Deutsch- und Christentum: „‚Hört ihr, Leute, er verspottet unsern Glauben!‘ eiferte der ‚Zichorienjüd‘. ‚Ins Meer mit dem Ketzer!‘, schrie Jacosch Raza“.
Der Roman enthält auch deutliche Merkmale des Antisemitismus, die zum Beispiel auch die bereits 1899 entstandene Erzählung Wie die Dreieichenleute um ihren Hof kamen (später unter den Titel Die Dreieichenleute gedruckt) und die Autobiografie Zwischen Dorn und Korn kennzeichnen, in der Sohnrey die Errungenschaften des NS-Staates feierte: „Und gewaltig wie Hitlers Reden sind auch die Taten, mit denen der größte und, wie wir glauben, nachhaltigste Volksumbruch zutage trat, der je in einem Kulturlande der Welt erlebt wurde.“ Im Vorwort seines zuerst 1927 als Die Geschichte vom schwarzbraunen Mädelein erschienenen, 1938 bearbeiteten und nun als Das fremde Blut gedruckten Romans schrieb Sohnrey: „Mit jugendlichen Hoffnungen schicke ich sie [diese Geschichte] in die neue Welt des Dritten Reiches, in deren Gedankenkreise sie ja von Anfang an schon stand.“ Dieser Roman fügt sich – drei Jahre nach der Verabschiedung der Nürnberger Rassegesetze mit allen ihren entsetzlichen Konsequenzen – nahtlos in die Rassenpolitik der NSDAP ein und thematisiert u. a. den „Schutz des deutschen Blutes“ bzw. die Rassenschande sowie die Folgen des außerehelichen Geschlechtsverkehrs zwischen „Zigeunern“ und arischen Frauen (in deren gemeinsamen Familien es „mehr Kinder als Ferkel“ gibt). Es ist ein Pastor, den Sohnrey über Nachkommen von Mischehen sagen lässt:
„[…] eine Vermischung deutschen Blutes mit dem Blut einer anderen, einer minderen Rasse, wie man nach allen Erfahrungen sagen muß, [ist] unbedingt vom [sic] Übel. […] Das deutsche Blut muß rein bleiben. Bei aller christlichen Duldsamkeit, die wir nach dem Gebote Gottes zu üben haben, müssen wir eben doch im Hinblick auf die Folgen des Blutmischmasches herb und derb sagen: ‚Fort mit Schaden!‘“
Das fünfte der Zehn Gebote „Du sollst nicht töten!“ ist damit liquidiert; die NS-Rassentheorie und Vernichtungspolitik „minderer Rassen“ wird von einem Geistlichen legitimiert.

Würdigung durch Adolf Hitler anlässlich der Verleihung des Adlerschilds des Deutschen Reiches (1939)

Im selben Text wird auch pauschal der angebliche Hass des Auslands auf Deutschland thematisiert, der den Nationalsozialisten als Vorwand für den Kriegsausbruch diente: „Deutschland war verloren und die feindliche Welt ohne jede Vernunft, nur von Haß- und Rachedurst gegen das am Boden liegende Vaterland beseelt.“ An anderer Stelle heißt es:
„Allein der giftige Haß unserer vielen und mächtigen Feinde hätte ja alle Türen der Welt gegen uns Deutsche verrammelt. Da müsse mal wohl oder übel im Lande bleiben, im treuen Verein mit den deutschen Brüdern ein neues Leben beginnen und eine neue deutsche Macht zu schaffen suchen, daß unsere Feinde und Hasser doch endlich einmal wieder aufhörten, uns auf dem Kopfe herumzutrampeln.“
Später begrüßte Heinrich Sohnrey die Kriegserfolge der Wehrmacht:
„Das deutsche Schwert machte den Ostraum frei und gab ihn dem Mutterlande wieder. Nach dem Abschluß des Krieges wird ihn die Friedensarbeit durchdringen, und deutsches Leben wird sich entfalten. Hier soll wieder echtes deutsches Volkstum erwachsen und ein Geschlecht wurzeln, arbeitshart und willensfest, wie es deutsche Art ist, ein Geschlecht, das auch die großen bevölkerungspolitischen Aufgaben übernimmt: Aufzucht eines reichen, schollentreuen Nachwuchses, der immer einen lebendigen Schutzwall gegen den fernen Osten bildet.“
Der Grund und Boden Osteuropas war nach Sohnreys Ansicht legitimes Eigentum desjenigen Volkes, das ihn militärisch erobert und den „Weg […] frei zur eigenen Scholle“ gemacht hatte: „Freilich wird die ganze Siedlungsarbeit erst nach siegreicher Beendigung des Krieges geleistet werden können. Denn dem Frontsoldaten, der das Land erkämpfte, muß er in erster Linie offenstehen.“ Im selben Text heißt es: „es [ist] kein Zufall, daß das nationalsozialistische Deutschland seinen Ewigkeitsbestand auf Blut und Kraft des Bauerntums gegründet hat.“
Ebenfalls im Jahre 1943 feierte Sohnrey in Aus Groß-Berlin und kleinen Dörfern die Errungenschaften der nationalsozialistische Familienpolitik:
„Bei alledem wurde das Glück der Ehe niemals erschüttert. Ihr entsprossen vier gesunde Kinder, drei Söhne und eine Tochter, einer der Söhne in Holzminden sehr angesehen als Stadtrat, Regierungsrat und Vorsteher des Finanzamtes sehr geschätzt, wie er denn auch mitsamt seiner Mutter zu den ersten Anhängern des Führers und Träger des goldenen Ehrenzeichens der NSDAP wurde.“
Sohnreys 1939 erschienene Schrift Landflucht ist Volkstod. Ein Wort an die Lehrer zur Schulentlassung der Landjugend stand unter dem Motto:
Ueber uns steht der große Befehl:
Du mußt im Dienst deines Volkes deine Pflicht erfüllen.
Der Führer am Erntedanktag 1936.

Die Erzählung Der Knechtemarkt gehörte zum Arbeitsplan für den Deutschunterricht an den Napola, den Eliteschulen zur Heranbildung des nationalsozialistischen Führernachwuchses.

Als „ältester deutscher Vorkämpfer“ für die Ziele des 1941 gegründeten Gauheimatwerkes Süd-Hannover-Braunschweig e. V., eine „zu aktiver nationalsozialistischer Arbeit aufgerufene Vereinigung der Volksgenossen“, wurde Sohnrey bei dessen Gründung 1941 durch Gauleiter Hartmann Lauterbacher zum Ehrenmitglied ernannt; 1942 wurde – ebenfalls durch Lauterbacher – der „Heinrich-Sohnrey-Wettbewerb“ ausgeschrieben.

### Nach Kriegsende
Nach Kriegsende wurden Sohnreys Werke Wegweiser für das Land (1939), Landflucht ist Volkstod. Ein Wort an die Lehrer zur Schulentlassung der Landjugend (1939) und Aus Groß-Berlin und kleinen Dörfern (1943) sowie die von ihm vertriebenen bzw. herausgegebenen Zeitschriften Neues Bauerntum und Die junge Dorfgemeinschaft in der Sowjetischen Besatzungszone auf die Liste der auszusondernden Literatur gesetzt.
Am 8. Oktober 1945 schrieb Sohnrey einen Brief an den Alliierten Kontrollrat, in dem es hieß:
„Ich, Professor Dr. phil. h. c., Dr. rer. pol. h. c. Heinrich Sohnrey, bin niemals Mitglied der Nationalsozialistischen Partei gewesen, weil ich immer der Überzeugung war, der ich auch häufig genug Ausdruck gab, daß Hitler mit der Gründung der Partei einen großen Fehler beging, weil er damit einen Keil in die Einheit des deutschen Volkes trieb, und in seiner Anrede an das deutsche Volk dieses immer als Parteimitglieder und deutsche Volksgenossen ansprach. Ich habe hingegen immer die Einheit des deutschen Volkes, insbesondere unserer Landbevölkerung, im Auge gehabt, für die ich mich über ein halbes Jahrhundert lang im engsten Einvernehmen mit dem Preußischen und deutschen Landwirtschaftsministerium (Ernährungsministerium) in meiner ganzen schriftstellerischen Lebenstätigkeit hauptsächlich für das Wohl der Landbevölkerung, in erster Linie der Arbeiter und Bauern, eingesetzt habe.“
Im Dezember 1945 schrieb er, dass er den Neuaufbau seines Verlages mit einer Broschüre des Titels „Adolf Hitler und das große Unglück des deutschen Volkes“ habe beginnen wollen: „Hier sollte gründlich mit Hitler und einem gewissen Teile des deutschen Volkes abgerechnet werden und die Richtung meines Verlages für alle Zeit festgelegt sein.“

## Rezeption

### Gedenken und Relativierung
Die dem Nationalsozialismus verpflichteten Texte des Solling-Dichters Heinrich Sohnrey sind nach 1945 in Vergessenheit geraten; aufgrund seiner vor allem in den Jahren vor 1933 erworbenen Verdienste um die ländliche Wohlfahrtspflege und seiner volkskundlichen Arbeiten wurde und wird das Andenken an ihn bis heute gepflegt; kurz nach seinem Tod wurde in seinem Geburtsort Jühnde die Heinrich-Sohnrey-Gesellschaft gegründet.
Der Vorsitzende des Esebecker Heimatvereins, Gerd Busse, kommt in seiner Sohnrey-Biographie Zwischen Hütte und Schloss, die im Auftrag der Heinrich-Sohnrey-Gesellschaft herausgegeben wurde und die 2009 im Holzmindener Kleinverlag Jörg Mitzkat („Bücher für die Weserbergland-Region“) erschien, zu dem Ergebnis:

„[Bei manchen] Äußerungen, die in seinen Schriften oder in den Vorworten von Neuauflagen auftauchten, kann man darüber streiten, ob es so gemeint war, wie es geschrieben wurde, oder ob es nicht nur „Zugeständnisse“ an das national-sozialistische Regime waren, um für sich, seinen Verlag und sein sozialreformerisches Lebenswerk etwas herauszuholen, was ihm sonst vielleicht verwehrt worden wäre.
Die Bewertung seiner Rolle im Nationalsozialismus ist schwierig. Deswegen reicht die Spannweite der Einschätzungen in der Literatur von der Wegbereiterschaft bis hin zum ahnungslosen Missbrauch seiner Ideen durch die Nationalsozialisten. Der berühmte, beliebte, alte, freundliche und volkstümliche Mann, den man öffentlichkeitswirksam präsentieren konnte und mit dem man in ländlichen und gutbürgerlichen Kreisen „punkten“ konnte, auf der einen Seite und auf der andern Seite der bedauernswerte, vom Schicksal getroffene, missverstandene, enttäuschte, alte Mann, dem nichts mehr geblieben war als sein eigenes Leben: Das sind zwei Seiten eines Bildes, das über Heinrich Sohnreys Rolle im „Dritten Reich“ in der Literatur nach 1945 gezeichnet wurde.“

Neuere Literaturlexika hingegen gehen – sofern sie Sohnrey überhaupt aufnehmen – von einer zunehmenden Ideologisierung seiner Schriften während der NS-Zeit aus.

### Bewertung heute
Aufgrund einer Expertise des Göttinger Germanisten Frank Möbus zu Sohnreys nationalsozialistischen Texten hat der Schulausschuss des Göttinger Kreistags am 24. November 2011 einstimmig beschlossen, den Namen Heinrich-Sohnrey-Realschule in Hann. Münden aufzuheben. Seit dem 1. Dezember 2011 hieß sie übergangsweise Realschule II; mittlerweile trägt sie den Namen Drei-Flüsse-Realschule.
 Die Heinrich-Sohnrey-Schule in Boffzen wurde in Grundschule am Sollingtor umbenannt.

Die Heinrich-Sohnrey-Straße in Göttingen wurde umbenannt, die Aberkennung der Ehrenbürgerwürde der Universität Göttingen zunächst überprüft. Die Universität kam aber zu dem Schluss, dass eine Aberkennung nicht notwendig sei, da die Ehrung mit dem Tod Sohnreys erloschen sei. In Hannover wurde die Sohnreystraße am 29. September 2016 in Lola-Fischel-Straße umbenannt und in Letter (Seelze) ist eine Diskussion um eine mögliche Umbenennungen der nach Sohnrey benannten Straßen bzw. Wege begonnen worden; in Rinteln beschloss der Ortsrat im April 2012 der Umbenennung des Heinrich-Sohnrey-Weges, in Höxter wurde bereits zu Gunsten eines neuen Namens der Sohnreystraße entschieden. Der Rat der Stadt Hann. Münden hat in seiner Sitzung vom 15. Dezember 2011 einstimmig beschlossen, der Sohnreystraße unter Beteiligung der Bürger einen neuen Namen zu geben; seit April 2012 heißt sie Quantzstraße. Auch in Hattorf am Harz wurde eine Umbenennung der Heinrich-Sohnrey-Straße beschlossen; der Sohnrey-Weg in Springe erhält ebenfalls einen neuen Namen.

Die Heinrich-Sohnrey-Gesellschaft hingegen vertritt weiterhin die Position, „das [dass] Sohnreys Verdienste bis heute reichen und er uns in vielen Belangen als Vorbild dienen kann, aber auch genauso als Mahner, wie schnell gut gemeintes [Gemeintes] auch das Falsche unterstützen kann!“ Am 22. Februar 2012 veröffentlichte die Heinrich-Sohnrey-Gesellschaft im Internet eine Stellungnahme zur Expertise von Frank Möbus „In Sachen Heinrich Sohnrey“.
Der Göttinger Historiker Dr. Dirk Schumann sprach Ende August 2013 der Leitung der Universität Göttingen in einem Gutachten zu Sohnrey folgende Empfehlung aus: Die Universität sollte sich von ihrem 1934 ernannten Uni-Ehrenbürger Sohnrey distanzieren. Er sei kein ausgewiesener Nationalsozialist, aber Wirken und Schriften seien jahrzehntelang von eindeutig fremdenfeindlichen und rassistischen Tendenzen gekennzeichnet. Zudem seien keine besonderen Verdienste Sohnreys für die Universität zu erkennen. Schumann nannte als Beispiel für rassistische Tendenzen Passagen in Schriften Sohnreys, in denen es immer wieder um die Reinheit des deutschen Blutes ginge, so in dem Buch „Die Geschichte vom schwarzbraunen Mädelein“, das 1938 umbetitelt wurde in „Das fremde Blut“.
2014 berief die Stadt Hannover einen Beirat aus Fachleuten zur Überprüfung, ob es bei Personen als Namensgeber für Straßen „eine aktive Mitwirkung im Nazi-Regime oder schwerwiegende persönliche Handlungen gegen die Menschlichkeit gegeben hat“. Er regte die Umbenennung der nach Sohnrey benannten Straße an. Er habe schon vor 1933 völkisches, antisemitisches, antislawisches und antiziganistisches Gedankengut vermittelt. In seinen Büchern, welche zudem stets gefragt waren und hohe Auflagen hatten, habe er „fremdenfeindliches und rassistisches Gedankengut“ verbreitet.

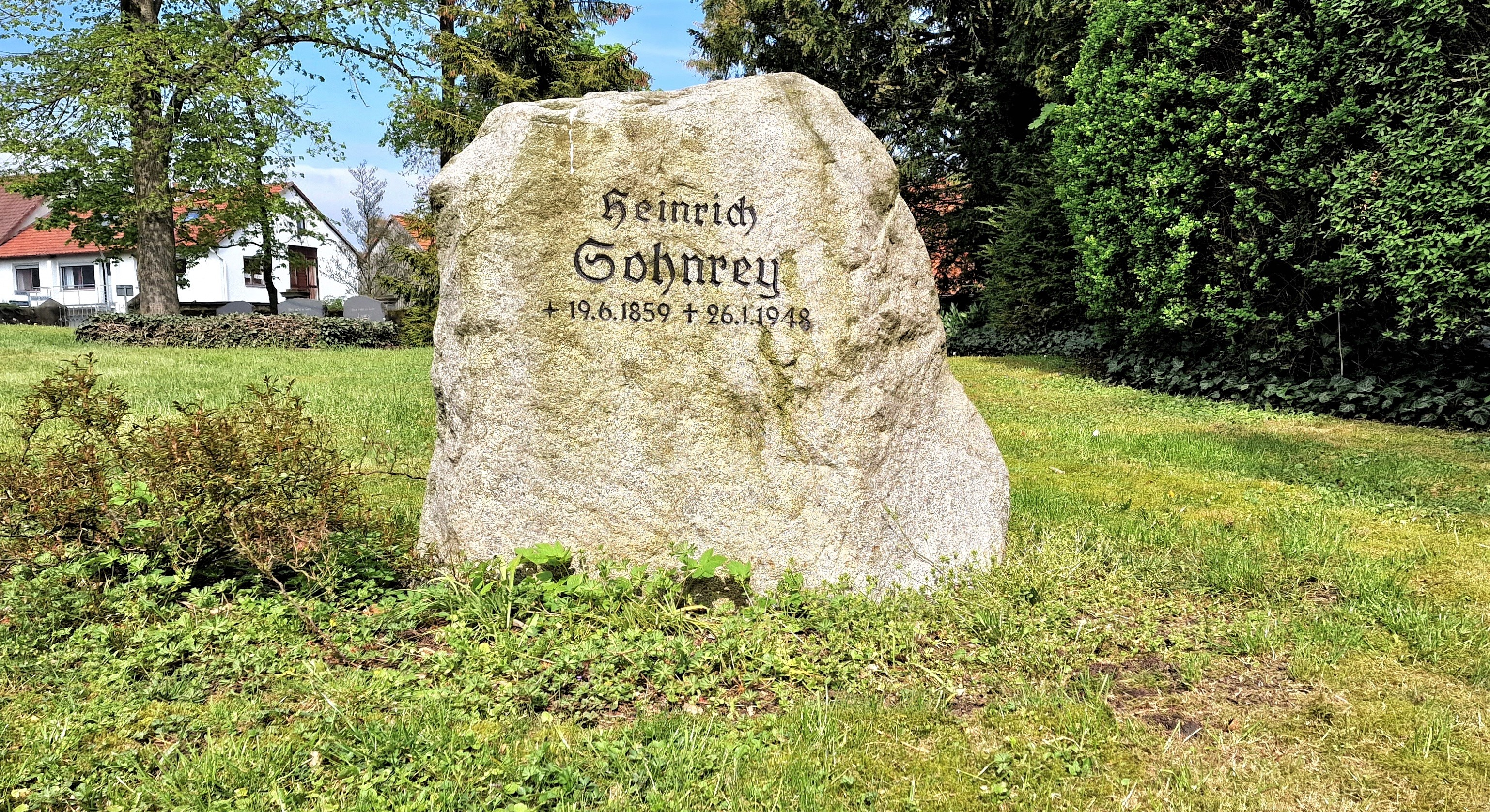
Grabstein Heinrich Sohnrey auf dem Jühnder Kirchfriedhof

## Auszeichnungen und Ehrungen
- 1907 Professor h. c.

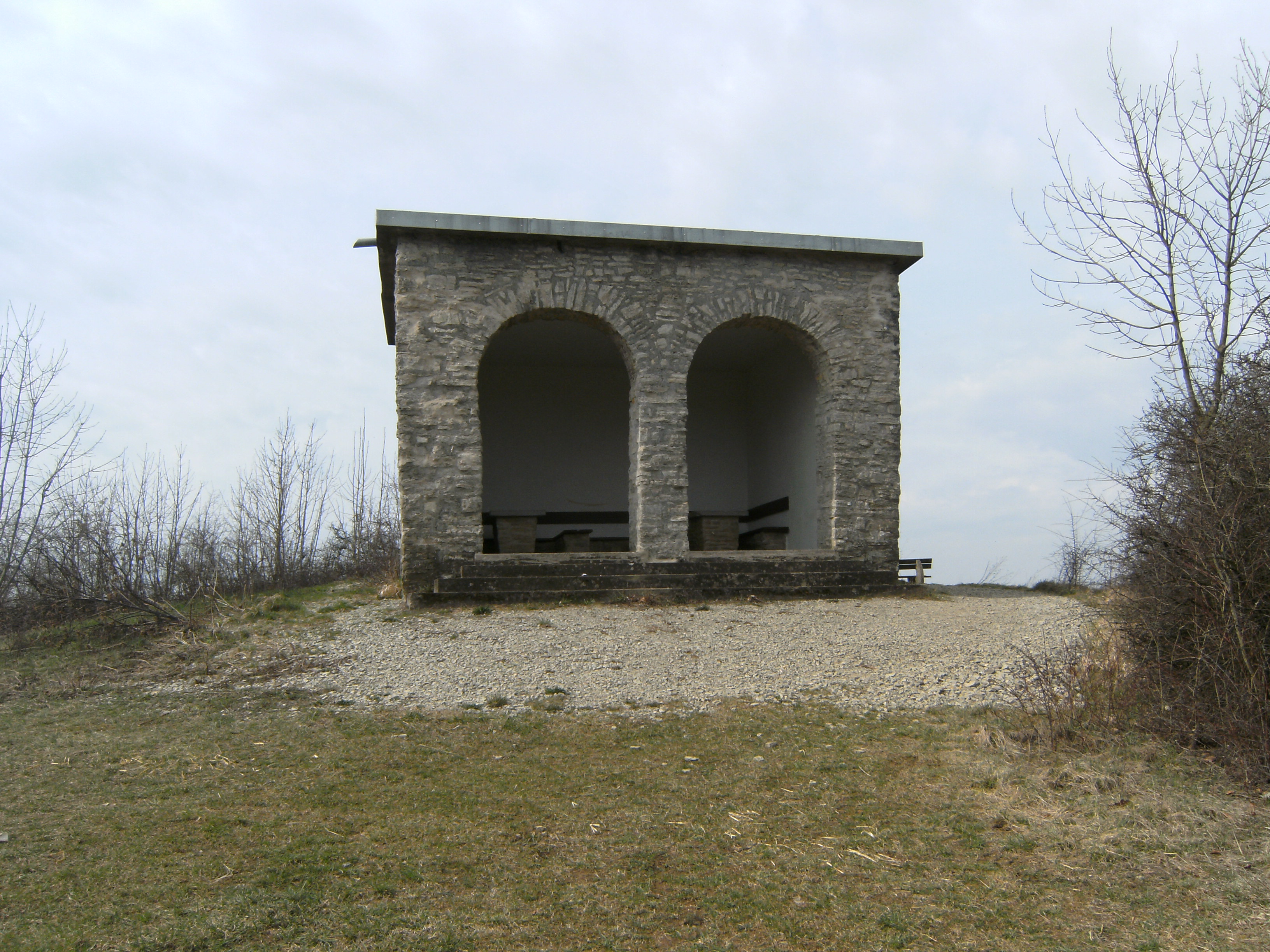
Sohnrey-Warte, heute im Volksmund „Hütte“ genannt

- 1919 Ehrendoktor der Universitäten Königsberg und Tübingen
- 1931 Einweihung der „Sohnrey-Warte“ bei Nienhagen (Moringen)[69]
- 1932 Ehrenbauer in Fredelsloh
- 1934 Ehrenbürger der Universität Göttingen (die Universität hat sich hiervon im Februar 2015 distanziert) und der Gemeinde Jühnde
- 1934 Goethe-Medaille für Kunst und Wissenschaft
- 1939 Adlerschild des Deutschen Reiches, verliehen durch Adolf Hitler (siehe Abbildung), überreicht durch Konrad Meyer, Leiter des Forschungsdienstes der Reichsarbeitsgemeinschaft der Landwirtschaftswissenschaft, und Staatssekretär Werner Willikens.[70]
- 1941 Ehrenmitglied des Gauheimatwerkes Süd-Hannover-Braunschweig e. V.
- 1942 Ausschreibung des Heinrich-Sohnrey-Wettbewerbs des Gauheimatwerkes Süd-Hannover-Braunschweig e. V. durch Gauleiter Hartmann Lauterbacher
- Die Drei-Flüsse-Realschule der Stadt Hann. Münden trug von 1957 bis November 2011 den Namen Heinrich-Sohnrey-Realschule und die Heinrich-Sohnrey-Schule in Boffzen heißt seit März 2012 Grundschule am Sollingtor.

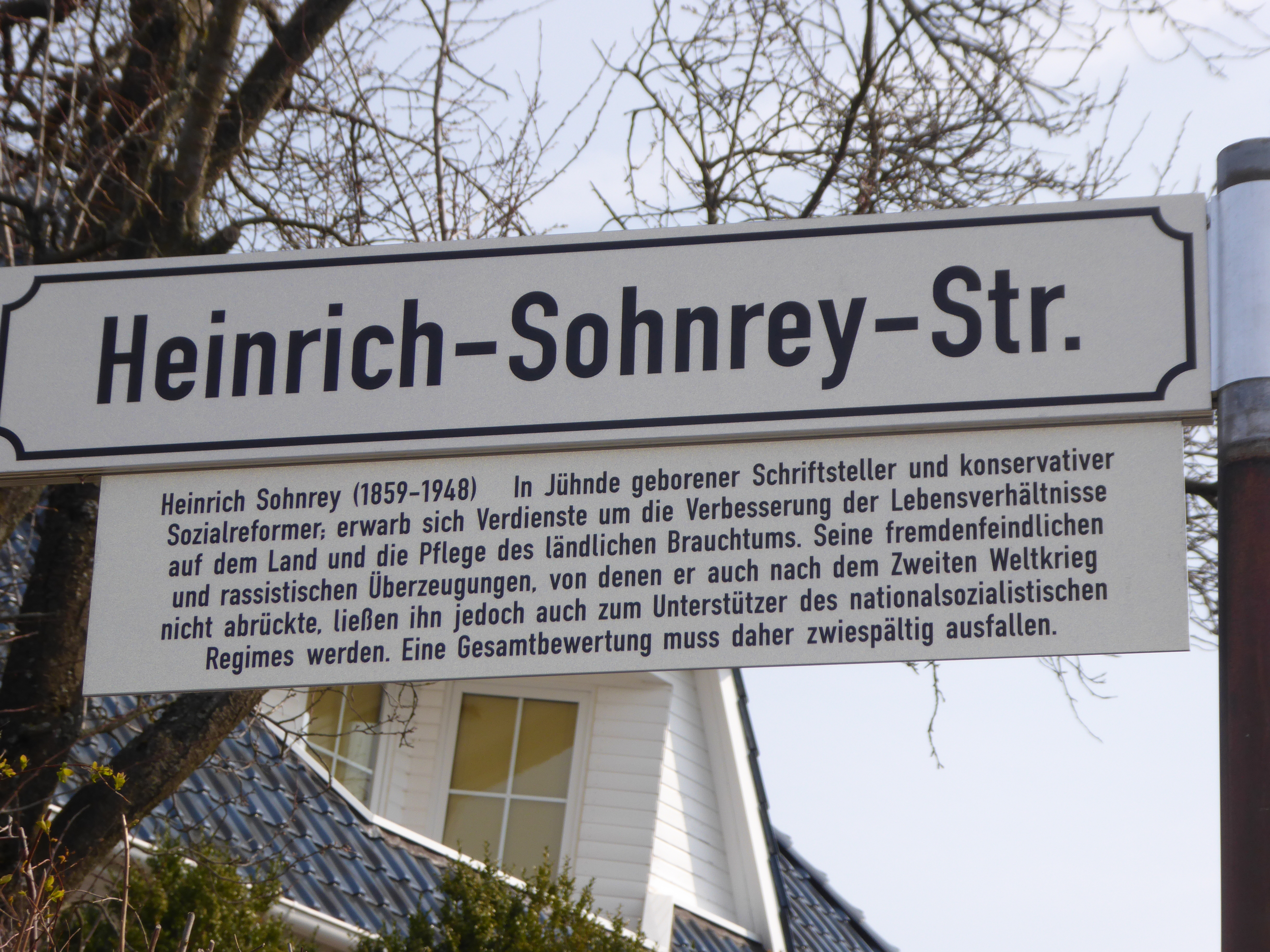
Straßenschild der Heinrich-Sohnrey-Straße in Dransfeld mit Erklärungstafel

- Heinrich-Sohnrey-Straße: Adelebsen, Bad Lauterberg im Harz, Bühren, Deensen, Dransfeld, bis August 2014 Geismar (seither Else-Bräutigam-Straße),[71] Hattorf am Harz, Moringen, Neuhaus im Solling, Osterode am Harz
- Heinrich-Sohnrey-Weg: Eime, Gronau, Jühnde, bis Ende 2014 Rinteln (seither Holunderweg)[72], Sibbesse, Todenmann
- Sohnreystraße: in Alfeld, Bad Karlshafen, Berlin-Steglitz, Bodenfelde, Boffzen, Bovenden, bis April 2012 Hann. Münden (seither Quantzstraße)[73], bis September 2016 Hannover-Südstadt (seither Lola-Fischel-Straße),[74] Hardegsen, Hellental, Holzminden, Kreiensen, Lauenberg, Lauenförde, Northeim, Pöhlde, Rosdorf, Uslar

- Sohnreyweg: Brakel, Celle, Letter
- Zwei Kilometer nordwärts der Ortschaft Eschershausen, an der Straße nach Dassel gelegen, befindet sich der 1929 errichtete Sohnrey-Anger als Sohnrey-Gedenkstätte, bis 1995 im Besitz des Landkreises Northeim und seither als Liegenschaft des Sollingvereins Uslar e. V.

## Werke (in Auswahl)

### Romane und Erzählungen (Auswahl)
- Hütte und Schloß. 1886
- Deutscher Sagenschatz 1885 Digitalisat
- Friedesinchens Lebenslauf. 1887
  - Neuauflage mit dem Titel Friedesinchen. 121.–127. Tausend, Verlag Heinrich Döll & Co., Bremen 1954
- Philipp Dubenkropps Heimkehr. Eine Dorfgeschichte aus dem Weserberglande. 1888 (2. Titel: Verschworen – verloren. 1906)
- Im grünen Klee – im weißen Schnee. Gestalten und Geschichten aus dem hannoverschen Berglande. 1894
- Der Bruderhof. 1897
- Die hinter den Bergen. 1900
- Der kleine Friedrich. 1901
- Grete Lenz, ein Berliner Mädchen. Erlebnisse von ihr selbst erzählt. 1909
- Fußstapfen am Meer. Ein Grenzlandroman. 1913 (1. Titel: Die Lebendigen und die Toten)
- Herzen der Heimat. Erzählungen, 1919
- Die Geschichte vom schwarzbraunen Mädelein. 1927 (1938 unter dem Titel: Das fremde Blut)
- Wulf Alke. Roman einer Jugend. 1932
- Zwischen Dorn und Korn (Autobiographie), 1934
- Aus Groß-Berlin und kleinen Dörfern (Erzählungen), 1942
- Die vier Hofmeistergänse. Ein Volksidyll. 1953

### Volksstücke und Gedichte (Auswahl)
- Die Dorfmusikanten (Volksstück mit Gesang, Spiel und Tanz. Mit Benutzung von Heinrich Schaumbergers Musikantengeschichten), 1901 (Ausgabe 1902 online – Internet Archive)
- Die Düwels (Bauerndrama), 1909
- Das Gewitter (Dorftragödie), 1929
- Im Dorf mein Schatz (Lieder), 1929
- Als wir zu der Liebsten gingen (Gedichte), 1939

### Jugendgeschichten (Auswahl)
- Wenn die Sonne aufgeht. 1910
- Draußen im Grünen. 1912
- Der Hirschreiter (Jugendbuch), 1916
- Fürs Herzbluten. 1920